# مناظره

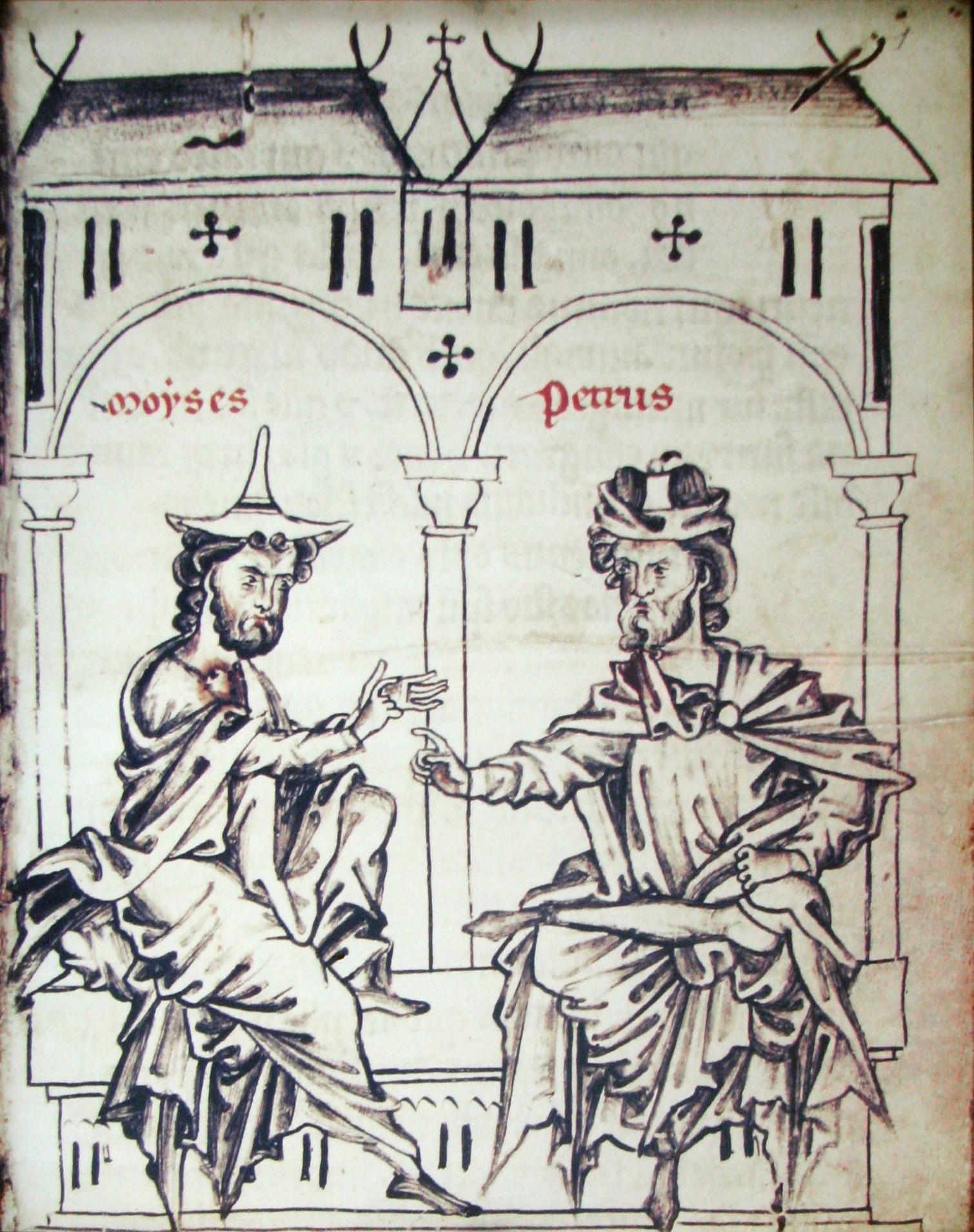
نسخه خطی بلژیکی قرن سیزدهم که گفتگوی بین یهودی «مویس» و مسیحی «پتروس» را به تصویر می‌کشد.

مناظره یا مناظره‌کردن، (به انگلیسی: Debate) روش رسمیِ استدلالِ تعاملی و نمایش‌یافتنی است. نام علمی که در آن قوانین مباحثه مندرج است.
مناظره در لغت به معنی با هم نظر کردن، فکر کردن در حقیقت و ماهیت چیزی است. مناظره فرآیندی است که شامل گفتمان رسمی، بحث، و سخنرانی های شفاهی در مورد یک موضوع خاص یا مجموعه ای از موضوعات، اغلب با ناظم و مخاطب است. در یک بحث، استدلال هایی برای دیدگاه های متضاد رایج مطرح می شود. مناظره ها از لحاظ تاریخی در جلسات عمومی، مؤسسات دانشگاهی، سالن های مناظره، قهوه‌خانه ها، مسابقات و مجالس قانونگذاری رخ داده است. این بحث‌ها بر ثبات منطقی، دقت واقعی و جذابیت احساسی برای مخاطبان تأکید داشتند. اَشکال مدرن مناظره رقابتی، همچنین شامل قوانینی برای شرکت کنندگان برای بحث و تصمیم گیری در مورد چارچوب مناظرات (نحوه داوری مناظره) است.
مناظره از زمره ساحت های ارتباطات می‌باشد. فلذا در امر مناظره ، طرفین بحث باید موضع خود را مشخص کرده و در اثبات نظر خود و رد نظر طرف مقابل بکوشند فلذا دانستن آداب مناظراتی برای فائق آمدن بر طرف خصم بسیار مهم و کلیدی می‌باشد. اولین و مهم‌ترین رکن مناظره ، رسیدن به تعریف می‌باشد یعنی شما باید نسبت به گزاره مطرح شده به شناختی دقیق برسید و سپس حدود نظر را برای خود مشخص کنید. بر خلاف مذاکره که به فکر منافع می‌باشیم، در مناظره به فکر مواضع هستیم. هر کدام از طرفین سعی دارند تا دیگری را وارد فضای نظری خود کرده و حرف خود را به کرسی بنشاند. معمولا بعد از پایان مناظره ، تاثیرات آن بر طرفین گذاشته می‌شود و طرفین وارد فضای جدید نظری می‌شوند. در مناظره با دو مقام مهم مواجه هستیم؛ مقام سائل یا سوال کننده و مقام مجیب یا پاسخ دهنده. در هر مناظره وضعی وضع می‌گردد و طرفین موضع خود را از طریق فنون مناظراتی بیان می‌کنند. هر مناظره سه هدف را دنبال می‌کند اولاً تضییع نظر طرف مقابل ، ثانیاً طرف مقابل را متوجه اشتباهش کردن ، ثالثاً رسیدن به توسعه در نظر.

## تاریخچه
به نوشتهٔ هرودوت در سال ۵۳۱ پیش از میلاد، پس از قتل بردیای دروغین، هفت تن از بزرگان ایران، برای شکل حکومتی آیندهٔ ایران به مناظره نشستند. در مناظره‌ای که میان بزرگان ایران شکل گرفت اوتان، نظامی مردم سالارانه بر پایهٔ دموکراسی را پیشنهاد کرد، و دیگر انواع حکومتی را به چالش کشید. در مقابل مگابیزوس در دفاع از الیگارشی سخن گفت. اما داریوش بزرگ با دفاع از نظام سلطنتی، آن را بهترین نوع حکومت دانست. چهار مرد دیگر نیز طرف داریوش را گرفتند. در نهایت این مناظره به نفع داریوش به پایان رسید و او به شاهنشاهی رسید.
ایسوکراتس که در سال ۴۳۶ پیش از میلاد زاده شد، به مناظرهٔ آزاد بسیار اهمیت می‌داد.
سقراط در سال ۴۳۹ پیش از میلاد یکی از اولین سخنرانی‌های بزرگ را در دفاع از خود بیان می‌دارد. اجتماع آتنیان که نتوانسته بودند پاسخش دهند وی را به مرگ محکوم می‌کنند، چراکه با او موافق نبودند.
با برخاستن امپراتوری روم، از افراد برجسته‌ای که در شکل‌گیری مناظره و گفتمان اثرگذار بودند می‌توان اشاره کرد به:
سیسرون (۱۰۶ تا ۴۳ پیش از میلاد) که یک وکیل، فیلسوف و سیاستمدار بود و روش‌های بازیگری را برای آنکه بتواند سخنوری توانا شود آموخته بود، «De Oratore» را که یک گفتگوی فلسفی یا گفتمان دیدگاه‌های مخالف توسط دو چهرهٔ مخالف بود، را به نگارش درآورد.
مارکوم کوئنتیلی (زادهٔ ۳۵ میلادی) رسالهٔ دوازده جلدی در علوم بلاغی تحت عنوان «Institutio Oratoria» (ترجمه: تأسیس بلاغی) را در پیرامون سخنرانی عمومی و مناظره نوشت.
در میان مسلمانان، فن مناظره پس از گسترش علم کلام و فقه پدید آمد، زیرا فقیهان و متکلّمان ناگزیر بودند برای اثبات آراء و عقاید خود استدلال کنند. به همین جهت، با استفاده از منطق ارسطو، به مرور آداب بحث و مناظره را تدوین کردند.
دارالمناظره در زمان مأمون، جایی بوده که بزرگان و دانشوران دربار در آن گرد می‌آمدند و دربارهٔ مسائل علمی بحث و مناظره می‌کردند.

## آداب مناظره
آدابِ مناظِره، مجموعه ضوابطی که هنگام بحث و گفت‌وگوی فلسفی، علمی، دینی و اعتقادی باید مراعات شود.
در جهان اسلام، گاهی به جای «آداب المناظره»، اصطلاح «آداب البحث» به کار رفته‌است.

## در ادبیات
ژرف ساخت مناظره حماسه است، زیرا در آن بین دو چیز بر سر برتری و فضیلت خود بر دیگری نزاع و اختلاف درمی‌گیرد و هر یک با استدلالاتی خود را بر دیگری ترجیح می‌نهد و سرانجام یکی مغلوب یا مجاب می‌شود.
علاوه بر قالب شعر، مناظره همچنین گاهی به صورت نثر است و مخصوصاً در مقاله دیده می‌شود.

### در ادب فارسی
در ادب فارسی، مناظره بر مبنای «سؤال و جواب» است و این هر دو خاص شعر فارسی است و قبل از اسلام هم در ادبیات ایران سابقه داشته‌است و مثلاً در منظومهٔ درخت آسوریک دیده می‌شود.
نخستین شاعری که به نوع ادبی مناظره پرداخته، اسدی صاحب گرشاسبنامه و لغت فرس اسدی است. از او مناظره‌هایی به نام‌های مناظره آسمان و زمین، مغ و مسلمان، نیزه و کمان، شب و روز، عرب و پارسی به‌جا مانده‌است. همچنین در اشعار ناصرخسرو نیز مناظره به کار رفته‌است.
مناظره گاهی به صورت نثر است. در گلستان سعدی جدال سعدی با مدعی، نمونه یک مناظره منثور است.
از شاعران معاصری که به مناظره توجه داشته، می‌توان به پروین اعتصامی اشاره کرد. قالب شعری مناظره قصیده یا قطعه است.